# Idea

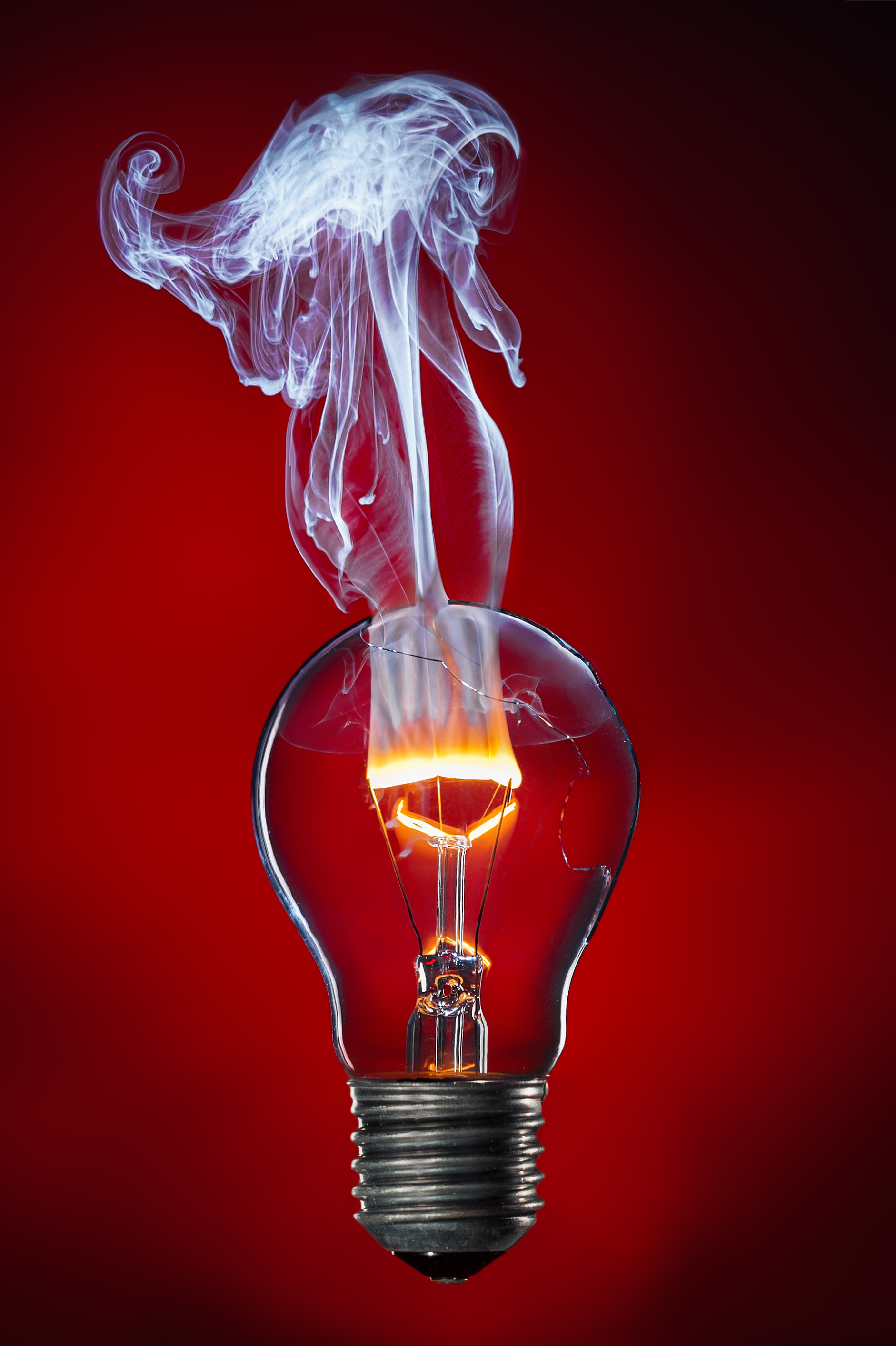
Esta puede ser una creativa idea. En Commons (el repositorio multimedia, libre de Wikimedia) se ganó la imagen del año.

Una idea (del griego ἰδέα 'aspecto, apariencia, forma', relacionado con εῖδος eîdos, ‘vista, visión, aspecto’) es una representación mental que surge a partir del razonamiento o de la imaginación de una persona. Está considerada como el acto más básico del entendimiento, al contemplar la mera acción de conocer algo.
La capacidad humana de contemplar ideas está asociada a la capacidad de razonamiento, autorreflexión, la creatividad y la habilidad de adquirir y aplicar el intelecto. Las ideas dan lugar a los conceptos, que son la base de cualquier tipo de conocimiento científico o filosófico. Sin embargo, en un sentido popular, una idea puede suscitarse incluso en ausencia de reflexión, por ejemplo, al hablar de la idea de una persona o de un lugar.

## Definición
Una idea es un término filosófico que, en la mayoría  se puede analizar bajo cuatro puntos de vista:
- Lógico: La idea es equiparable a un concepto o a una proposición, que tiene un significado.
- Ontológico: La idea es equiparable a algo material que existe en el mundo real.
- Trascendental: La idea como una posibilidad del conocimiento y es algo con lo que también se quiere dar a expresar algo para tener más conocimiento del que se tiene acerca de lo que se está tratando o estudiando.
- Psicológico: La idea es equiparable a una representación mental subjetiva.

## Origen

### Ideas platónicas
Platón formuló la llamada "Teoría de las Ideas". En esta sitúa las ideas en el mundo inteligible, porque según él son la única fuente de verdadero conocimiento, al ser entidades:
- Inmateriales
- Absolutas
- Perfectas
- Infinitas
- Eternas
- Individuales
- Inmutables (no cambian)
- Independientes del mundo físico
- Su conocimiento lleva a la verdad universal

Esta teoría sugiere la existencia de dos mundos independientes pero relacionados: por un lado se encuentra el mundo imperfecto y fugaz de las cosas materiales y, por otro, el mundo perfecto y eterno de las ideas.
Defiende pues un dualismo ontológico (mundo sensible- mundo inteligible).
Desde un punto de vista epistemológico, las ideas podrían definirse como universales.

### Racionalismo
Los racionalistas se inclinaron por la solución innatista, las atribuyen a la Naturaleza Del Hombre.

### Empirismo
Los empiristas sostienen que el origen de las ideas hay que buscarlo en la experiencia sensible; esta es la encargada de llenar de contenidos (ideas) a la mente. Idea sería un contenido mental resultado de la acción de los estímulos sobre los sentidos del sujeto.

## Clases

### Racionalismo
Ideas:Adventicias, facticias e innatas

### Empirismo
Los empiristas entre ideas de sensación y de reflexión, entre ideas simples y complejas; la naturaleza solo proporciona ideas particulares; las generales son producto de la mente.

## Ley de la extensión y la comprensión
1. La extensión de una idea.- Es el número de individuos a los cuales se aplica dicha idea.
2. La comprensión de una idea.- Se refiere al conjunto de notas o características que encierra dicha idea.

Según lo anterior, la ley de la extensión y comprensión de una idea se enuncia: A mayor extensión, menor comprensión, y viceversa.